# Chacal
Un chacal es un miembro de cualquiera de las tres especies de tamaño mediano de depredadores de los géneros Canis y Lupulella, que habitan en África, Asia y el sudeste de Europa. Los chacales ocupan un nicho ecológico similar al de los coyotes en América del Norte. Las tres especies son animales de talla mediana, predadores omnívoros como también carroñeros de ser necesario. Las patas largas y los dientes caninos curvos están adaptados para la caza de pequeños mamíferos, aves y reptiles. Sus plantas grandes y los huesos largos de sus patas los preparan físicamente para carreras de larga distancia y son capaces de mantener velocidades de 16 km/h por extensos períodos de tiempo. Están más activos durante el crepúsculo.
Su unidad social más común es una pareja monógama, que defiende su territorio de otras parejas persiguiendo enérgicamente a los intrusos y marcando puntos de referencia alrededor del territorio con su orina y heces. El territorio puede ser lo suficientemente grande como para albergar a algunos adultos jóvenes, que permanecen con sus padres hasta que establecen sus propios territorios. Los chacales pueden reunirse ocasionalmente en pequeñas manadas, por ejemplo, para carroñear un cadáver, pero normalmente cazan solos o en parejas.
Aunque no forman un clado monofilético, todos los chacales son omnívoros oportunistas, depredadores de animales pequeños y medianos y carroñeros competentes.

## Etimología
La palabra española "chacal" deriva del francés chacal, tomada del turco çakal, a su vez del persa shaghāl شغال y este por último del sánscrito sṛgālaḥ.

## Descripción
Los chacales son carnívoros de tamaño mediano, que suelen medir entre 40 y 60 cm (16 a 24 pulgadas) a la altura del hombro. Tienen un cuerpo esbelto y alargado y una cola larga y peluda. Su peso varía de 6 a 14 kg (13 a 31 libras), dependiendo de la especie. El color del pelaje de los chacales varía según la especie. Su pelaje suele ser una mezcla de tonos marrones, negros y grises. El color puede variar desde tonos rojizos y dorados hasta grises y negros más apagados. Tienen un pelaje denso y espeso que les ayuda a sobrevivir en diferentes climas.
Tienen una cabeza distintiva con un hocico puntiagudo y orejas relativamente grandes y erectas. Sus ojos suelen ser de color amarillo o ámbar y están bien adaptados tanto para la actividad diurna como nocturna. Los chacales tienen patas esbeltas pero resistentes, adaptadas para correr y buscar alimento. Sus patas están bien adaptados a diversos terrenos, con garras afiladas que les ayudan a cavar y cazar.

## Vida social y territorio
Al igual que los lobos en libertad, los chacales viven en familias formadas por una pareja socialmente monógama y sus crías. Cada familia controla, marca y vigila un territorio.

## Caza y alimentación
De naturaleza oportunista, se alimentan principalmente de carroña y frutas y cazan pequeñas presas: pequeños mamíferos, insectos, ranas, lagartos y aves. Además, al igual que los lobos, los chacales cazan solos (el macho, especialmente cuando la madre está amamantando), o en parejas, a veces con adultos jóvenes, cuando el territorio es suficiente para que permanezcan más tiempo.

## Comunicación
Varias características son comunes a la mayoría de especies, como la comunicación oral, que es muy importante en todos los chacales.
Sin embargo, el rango de llamadas es un poco diferente según la especie. Los chacales dorados y de lomo negro tienen un alcance más amplio y son mucho más comunicativos. Para reconocerse, los chacales de lomo negro aúllan (aunque a veces aúllan), mientras que los chacales dorados aúllan. Estos últimos emiten un sonido especial cuando se acerca un  peligro. Ambas especies emiten aullidos largos y penetrantes mientras corren, intercalados con ladridos muy cortos, que sirven para reunir a la manada antes de cazar.
El chacal rayado es más tranquilo. En voz baja, emite aullidos o ladridos. La llamada del lobo etíope (Canis simensis) es aguda y repetida.

## Taxonomía y relaciones

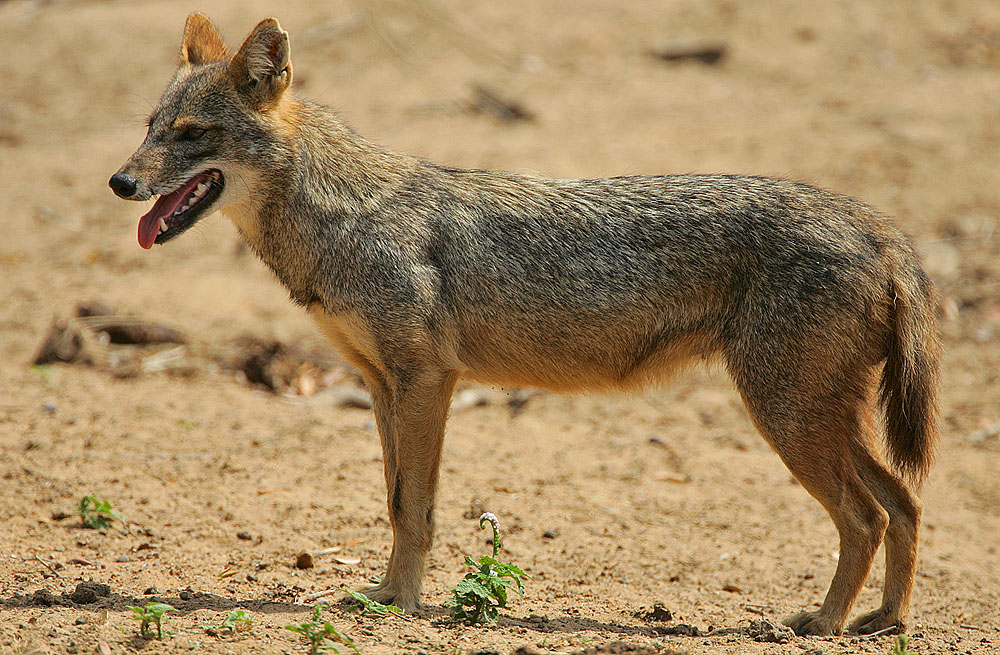
El chacal dorado está más relacionado con los coyotes y lobos que las otras especies de chacales.

En 1816 Lorenz Oken en su tercer volumen de Lehrbuch der Naturgeschichte ('libro de texto de historia natural') halló suficientes semejanzas en la dentición de chacales y coyotes como para distinguir dichas especies en un género separado dándole el nombre  Thos (gr. θώς). La teoría de Oken fue reavivada en 1914 por Edmund Heller, que adoptó la teoría del género separado. Los nombres de Heller y las designaciones que dio a diversas especies y subespecies de chacales están en la taxonomía actual, aunque el género se ha cambiado de Thos a Canis. La nomenclatura idiosincrática de Oken, sin embargo, despertó el desprecio de una serie de zoólogos sistemáticos. Casi todas las palabras descriptivas usadas para justificar la división del género eran términos relativos, sin una medida de referencia, y ese argumento no tenía en cuenta que la diferencia de tamaño entre especies podía ser considerable. El naturalista español Ángel Cabrera Latorre, en 1932, en su monografía de los mamíferos de Marruecos, se refirió brevemente a la cuestión de si la presencia de cíngulo en los molares superiores de los chacales y su ausencia en el resto de las especies de Canis justificaría una subdivisión del género Canis; en la práctica no lo subdividió y llamó a los chacales como Canis.
Descubrimientos modernos han clarificado la relación entre las especies de chacal. A pesar de su similitud externa, no siempre están estrechamente relacionados entre sí. El chacal rayado y el chacal de lomo negro están relacionados entre sí, pero separados de las otras especies de Canis. El chacal dorado y el lobo etíope son parte de un grupo que incluye al lobo gris, el perro y el coyote. Se realizaron experimentos de hibridación en Alemania entre caniches y chacales que resultaron en híbridos diferentes a los de entre perro y lobo, mostrando una disminución en la fertilidad, problemas de comunicación significativos, como también incremento en enfermedades genéticas después de tres generaciones de hibridación.
Al poseer 78 cromosomas, todos los miembros del género Canis son cariológicamente indistinguibles entre sí, y del cuón y del perro salvaje africano. Los dos chacales africanos son los miembros más basales de este clado, lo que indica el origen del clado en África. Canis arnensis llegó a la Europa mediterránea hace 1,9 millones de años y probablemente es el ancestro de los chacales modernos.
La naturaleza parafilética de Canis respecto a Lycaon y Cuon ha hecho sugerir que los dos chacales africanos deberían asignarse a géneros diferentes, Schaeffia para el chacal de rayas laterales y Lupulella para el chacal de espalda negra, o Lupulella para ambos.
Filogenia de los cánidos existentes parecidos a lobos basados en el ADN mitocondrial:
|  | \| \| Perro \| \| \| \| \| \| Lobo gris \| \| \| \| |
|  |                                                     |
|  | Coyote, Canis latrans                               |
|  |                                                     |
|  | Perro                                               |
|  |                                                     |
|  | Lobo gris                                           |
|  |                                                     |

|  | Perro     |
|  |           |
|  | Lobo gris |
|  |           |

|  | \| \| Perro \| \| \| \| \| \| Lobo gris \| \| \| \| |
|  |                                                     |
|  | Coyote, Canis latrans                               |
|  |                                                     |
|  | Perro                                               |
|  |                                                     |
|  | Lobo gris                                           |
|  |                                                     |

|  | Perro     |
|  |           |
|  | Lobo gris |
|  |           |

|  | \| \| Perro \| \| \| \| \| \| Lobo gris \| \| \| \| |
|  |                                                     |
|  | Coyote, Canis latrans                               |
|  |                                                     |
|  | Perro                                               |
|  |                                                     |
|  | Lobo gris                                           |
|  |                                                     |

|  | Perro     |
|  |           |
|  | Lobo gris |
|  |           |

|  | \| \| Perro \| \| \| \| \| \| Lobo gris \| \| \| \| |
|  |                                                     |
|  | Coyote, Canis latrans                               |
|  |                                                     |
|  | Perro                                               |
|  |                                                     |
|  | Lobo gris                                           |
|  |                                                     |

|  | Perro     |
|  |           |
|  | Lobo gris |
|  |           |

|  | \| \| Perro \| \| \| \| \| \| Lobo gris \| \| \| \| |
|  |                                                     |
|  | Coyote, Canis latrans                               |
|  |                                                     |
|  | Perro                                               |
|  |                                                     |
|  | Lobo gris                                           |
|  |                                                     |

|  | Perro     |
|  |           |
|  | Lobo gris |
|  |           |

|  | \| \| Perro \| \| \| \| \| \| Lobo gris \| \| \| \| |
|  |                                                     |
|  | Coyote, Canis latrans                               |
|  |                                                     |
|  | Perro                                               |
|  |                                                     |
|  | Lobo gris                                           |
|  |                                                     |

|  | Perro     |
|  |           |
|  | Lobo gris |
|  |           |

|  | \| \| Perro \| \| \| \| \| \| Lobo gris \| \| \| \| |
|  |                                                     |
|  | Coyote, Canis latrans                               |
|  |                                                     |
|  | Perro                                               |
|  |                                                     |
|  | Lobo gris                                           |
|  |                                                     |

|  | Perro     |
|  |           |
|  | Lobo gris |
|  |           |

|  | \| \| Perro \| \| \| \| \| \| Lobo gris \| \| \| \| |
|  |                                                     |
|  | Coyote, Canis latrans                               |
|  |                                                     |
|  | Perro                                               |
|  |                                                     |
|  | Lobo gris                                           |
|  |                                                     |

|  | Perro     |
|  |           |
|  | Lobo gris |
|  |           |

|  | \| \| Perro \| \| \| \| \| \| Lobo gris \| \| \| \| |
|  |                                                     |
|  | Coyote, Canis latrans                               |
|  |                                                     |
|  | Perro                                               |
|  |                                                     |
|  | Lobo gris                                           |
|  |                                                     |

|  | Perro     |
|  |           |
|  | Lobo gris |
|  |           |

|  | \| \| Perro \| \| \| \| \| \| Lobo gris \| \| \| \| |
|  |                                                     |
|  | Coyote, Canis latrans                               |
|  |                                                     |
|  | Perro                                               |
|  |                                                     |
|  | Lobo gris                                           |
|  |                                                     |

|  | Perro     |
|  |           |
|  | Lobo gris |
|  |           |

|  | \| \| Perro \| \| \| \| \| \| Lobo gris \| \| \| \| |
|  |                                                     |
|  | Coyote, Canis latrans                               |
|  |                                                     |
|  | Perro                                               |
|  |                                                     |
|  | Lobo gris                                           |
|  |                                                     |

|  | Perro     |
|  |           |
|  | Lobo gris |
|  |           |

|  | \| \| Perro \| \| \| \| \| \| Lobo gris \| \| \| \| |
|  |                                                     |
|  | Coyote, Canis latrans                               |
|  |                                                     |
|  | Perro                                               |
|  |                                                     |
|  | Lobo gris                                           |
|  |                                                     |

|  | Perro     |
|  |           |
|  | Lobo gris |
|  |           |

|  | \| \| Perro \| \| \| \| \| \| Lobo gris \| \| \| \| |
|  |                                                     |
|  | Coyote, Canis latrans                               |
|  |                                                     |
|  | Perro                                               |
|  |                                                     |
|  | Lobo gris                                           |
|  |                                                     |

|  | Perro     |
|  |           |
|  | Lobo gris |
|  |           |

|  | \| \| Perro \| \| \| \| \| \| Lobo gris \| \| \| \| |
|  |                                                     |
|  | Coyote, Canis latrans                               |
|  |                                                     |
|  | Perro                                               |
|  |                                                     |
|  | Lobo gris                                           |
|  |                                                     |

|  | Perro     |
|  |           |
|  | Lobo gris |
|  |           |

|  | \| \| Perro \| \| \| \| \| \| Lobo gris \| \| \| \| |
|  |                                                     |
|  | Coyote, Canis latrans                               |
|  |                                                     |
|  | Perro                                               |
|  |                                                     |
|  | Lobo gris                                           |
|  |                                                     |

|  | Perro     |
|  |           |
|  | Lobo gris |
|  |           |

|  | \| \| Perro \| \| \| \| \| \| Lobo gris \| \| \| \| |
|  |                                                     |
|  | Coyote, Canis latrans                               |
|  |                                                     |
|  | Perro                                               |
|  |                                                     |
|  | Lobo gris                                           |
|  |                                                     |

|  | Perro     |
|  |           |
|  | Lobo gris |
|  |           |

|  | \| \| Perro \| \| \| \| \| \| Lobo gris \| \| \| \| |
|  |                                                     |
|  | Coyote, Canis latrans                               |
|  |                                                     |
|  | Perro                                               |
|  |                                                     |
|  | Lobo gris                                           |
|  |                                                     |

|  | Perro     |
|  |           |
|  | Lobo gris |
|  |           |

|  | \| \| Perro \| \| \| \| \| \| Lobo gris \| \| \| \| |
|  |                                                     |
|  | Coyote, Canis latrans                               |
|  |                                                     |
|  | Perro                                               |
|  |                                                     |
|  | Lobo gris                                           |
|  |                                                     |

|  | Perro     |
|  |           |
|  | Lobo gris |
|  |           |

|  | \| \| Perro \| \| \| \| \| \| Lobo gris \| \| \| \| |
|  |                                                     |
|  | Coyote, Canis latrans                               |
|  |                                                     |
|  | Perro                                               |
|  |                                                     |
|  | Lobo gris                                           |
|  |                                                     |

|  | Perro     |
|  |           |
|  | Lobo gris |
|  |           |

|  | \| \| Perro \| \| \| \| \| \| Lobo gris \| \| \| \| |
|  |                                                     |
|  | Coyote, Canis latrans                               |
|  |                                                     |
|  | Perro                                               |
|  |                                                     |
|  | Lobo gris                                           |
|  |                                                     |

|  | Perro     |
|  |           |
|  | Lobo gris |
|  |           |

|  | \| \| Perro \| \| \| \| \| \| Lobo gris \| \| \| \| |
|  |                                                     |
|  | Coyote, Canis latrans                               |
|  |                                                     |
|  | Perro                                               |
|  |                                                     |
|  | Lobo gris                                           |
|  |                                                     |

|  | Perro     |
|  |           |
|  | Lobo gris |
|  |           |

|  | \| \| Perro \| \| \| \| \| \| Lobo gris \| \| \| \| |
|  |                                                     |
|  | Coyote, Canis latrans                               |
|  |                                                     |
|  | Perro                                               |
|  |                                                     |
|  | Lobo gris                                           |
|  |                                                     |

|  | Perro     |
|  |           |
|  | Lobo gris |
|  |           |

|  | \| \| Perro \| \| \| \| \| \| Lobo gris \| \| \| \| |
|  |                                                     |
|  | Coyote, Canis latrans                               |
|  |                                                     |
|  | Perro                                               |
|  |                                                     |
|  | Lobo gris                                           |
|  |                                                     |

|  | Perro     |
|  |           |
|  | Lobo gris |
|  |           |

|  | \| \| Perro \| \| \| \| \| \| Lobo gris \| \| \| \| |
|  |                                                     |
|  | Coyote, Canis latrans                               |
|  |                                                     |
|  | Perro                                               |
|  |                                                     |
|  | Lobo gris                                           |
|  |                                                     |

|  | Perro     |
|  |           |
|  | Lobo gris |
|  |           |

|  | \| \| Perro \| \| \| \| \| \| Lobo gris \| \| \| \| |
|  |                                                     |
|  | Coyote, Canis latrans                               |
|  |                                                     |
|  | Perro                                               |
|  |                                                     |
|  | Lobo gris                                           |
|  |                                                     |

|  | Perro     |
|  |           |
|  | Lobo gris |
|  |           |

|  | \| \| Perro \| \| \| \| \| \| Lobo gris \| \| \| \| |
|  |                                                     |
|  | Coyote, Canis latrans                               |
|  |                                                     |
|  | Perro                                               |
|  |                                                     |
|  | Lobo gris                                           |
|  |                                                     |

|  | Perro     |
|  |           |
|  | Lobo gris |
|  |           |

|  | \| \| Perro \| \| \| \| \| \| Lobo gris \| \| \| \| |
|  |                                                     |
|  | Coyote, Canis latrans                               |
|  |                                                     |
|  | Perro                                               |
|  |                                                     |
|  | Lobo gris                                           |
|  |                                                     |

|  | Perro     |
|  |           |
|  | Lobo gris |
|  |           |

|  | \| \| Perro \| \| \| \| \| \| Lobo gris \| \| \| \| |
|  |                                                     |
|  | Coyote, Canis latrans                               |
|  |                                                     |
|  | Perro                                               |
|  |                                                     |
|  | Lobo gris                                           |
|  |                                                     |

|  | Perro     |
|  |           |
|  | Lobo gris |
|  |           |

|  | \| \| Perro \| \| \| \| \| \| Lobo gris \| \| \| \| |
|  |                                                     |
|  | Coyote, Canis latrans                               |
|  |                                                     |
|  | Perro                                               |
|  |                                                     |
|  | Lobo gris                                           |
|  |                                                     |

|  | Perro     |
|  |           |
|  | Lobo gris |
|  |           |

|  | \| \| Perro \| \| \| \| \| \| Lobo gris \| \| \| \| |
|  |                                                     |
|  | Coyote, Canis latrans                               |
|  |                                                     |
|  | Perro                                               |
|  |                                                     |
|  | Lobo gris                                           |
|  |                                                     |

|  | Perro     |
|  |           |
|  | Lobo gris |
|  |           |

|  | \| \| Perro \| \| \| \| \| \| Lobo gris \| \| \| \| |
|  |                                                     |
|  | Coyote, Canis latrans                               |
|  |                                                     |
|  | Perro                                               |
|  |                                                     |
|  | Lobo gris                                           |
|  |                                                     |

|  | Perro     |
|  |           |
|  | Lobo gris |
|  |           |

|  | \| \| Perro \| \| \| \| \| \| Lobo gris \| \| \| \| |
|  |                                                     |
|  | Coyote, Canis latrans                               |
|  |                                                     |
|  | Perro                                               |
|  |                                                     |
|  | Lobo gris                                           |
|  |                                                     |

|  | Perro     |
|  |           |
|  | Lobo gris |
|  |           |

|  | \| \| chacal rayado Canis adustus \| \| \| \| \| \| chacal de lomo negro Canis mesomelas \| \| \| \| |
|  | |
|  | chacal rayado Canis adustus                                                                          |
|  | |
|  | chacal de lomo negro Canis mesomelas                                                                 |
|  | |

|  | chacal rayado Canis adustus          |
|  |                                      |
|  | chacal de lomo negro Canis mesomelas |
|  |                                      |

|  | \| \| Perro \| \| \| \| \| \| Lobo gris \| \| \| \| |
|  |                                                     |
|  | Coyote, Canis latrans                               |
|  |                                                     |
|  | Perro                                               |
|  |                                                     |
|  | Lobo gris                                           |
|  |                                                     |

|  | Perro     |
|  |           |
|  | Lobo gris |
|  |           |

|  | \| \| Perro \| \| \| \| \| \| Lobo gris \| \| \| \| |
|  |                                                     |
|  | Coyote, Canis latrans                               |
|  |                                                     |
|  | Perro                                               |
|  |                                                     |
|  | Lobo gris                                           |
|  |                                                     |

|  | Perro     |
|  |           |
|  | Lobo gris |
|  |           |

|  | \| \| Perro \| \| \| \| \| \| Lobo gris \| \| \| \| |
|  |                                                     |
|  | Coyote, Canis latrans                               |
|  |                                                     |
|  | Perro                                               |
|  |                                                     |
|  | Lobo gris                                           |
|  |                                                     |

|  | Perro     |
|  |           |
|  | Lobo gris |
|  |           |

|  | \| \| Perro \| \| \| \| \| \| Lobo gris \| \| \| \| |
|  |                                                     |
|  | Coyote, Canis latrans                               |
|  |                                                     |
|  | Perro                                               |
|  |                                                     |
|  | Lobo gris                                           |
|  |                                                     |

|  | Perro     |
|  |           |
|  | Lobo gris |
|  |           |

|  | \| \| Perro \| \| \| \| \| \| Lobo gris \| \| \| \| |
|  |                                                     |
|  | Coyote, Canis latrans                               |
|  |                                                     |
|  | Perro                                               |
|  |                                                     |
|  | Lobo gris                                           |
|  |                                                     |

|  | Perro     |
|  |           |
|  | Lobo gris |
|  |           |

|  | \| \| Perro \| \| \| \| \| \| Lobo gris \| \| \| \| |
|  |                                                     |
|  | Coyote, Canis latrans                               |
|  |                                                     |
|  | Perro                                               |
|  |                                                     |
|  | Lobo gris                                           |
|  |                                                     |

|  | Perro     |
|  |           |
|  | Lobo gris |
|  |           |

|  | \| \| Perro \| \| \| \| \| \| Lobo gris \| \| \| \| |
|  |                                                     |
|  | Coyote, Canis latrans                               |
|  |                                                     |
|  | Perro                                               |
|  |                                                     |
|  | Lobo gris                                           |
|  |                                                     |

|  | Perro     |
|  |           |
|  | Lobo gris |
|  |           |

|  | \| \| Perro \| \| \| \| \| \| Lobo gris \| \| \| \| |
|  |                                                     |
|  | Coyote, Canis latrans                               |
|  |                                                     |
|  | Perro                                               |
|  |                                                     |
|  | Lobo gris                                           |
|  |                                                     |

|  | Perro     |
|  |           |
|  | Lobo gris |
|  |           |

|  | \| \| Perro \| \| \| \| \| \| Lobo gris \| \| \| \| |
|  |                                                     |
|  | Coyote, Canis latrans                               |
|  |                                                     |
|  | Perro                                               |
|  |                                                     |
|  | Lobo gris                                           |
|  |                                                     |

|  | Perro     |
|  |           |
|  | Lobo gris |
|  |           |

|  | \| \| Perro \| \| \| \| \| \| Lobo gris \| \| \| \| |
|  |                                                     |
|  | Coyote, Canis latrans                               |
|  |                                                     |
|  | Perro                                               |
|  |                                                     |
|  | Lobo gris                                           |
|  |                                                     |

|  | Perro     |
|  |           |
|  | Lobo gris |
|  |           |

|  | \| \| Perro \| \| \| \| \| \| Lobo gris \| \| \| \| |
|  |                                                     |
|  | Coyote, Canis latrans                               |
|  |                                                     |
|  | Perro                                               |
|  |                                                     |
|  | Lobo gris                                           |
|  |                                                     |

|  | Perro     |
|  |           |
|  | Lobo gris |
|  |           |

|  | \| \| Perro \| \| \| \| \| \| Lobo gris \| \| \| \| |
|  |                                                     |
|  | Coyote, Canis latrans                               |
|  |                                                     |
|  | Perro                                               |
|  |                                                     |
|  | Lobo gris                                           |
|  |                                                     |

|  | Perro     |
|  |           |
|  | Lobo gris |
|  |           |

|  | \| \| Perro \| \| \| \| \| \| Lobo gris \| \| \| \| |
|  |                                                     |
|  | Coyote, Canis latrans                               |
|  |                                                     |
|  | Perro                                               |
|  |                                                     |
|  | Lobo gris                                           |
|  |                                                     |

|  | Perro     |
|  |           |
|  | Lobo gris |
|  |           |

|  | \| \| Perro \| \| \| \| \| \| Lobo gris \| \| \| \| |
|  |                                                     |
|  | Coyote, Canis latrans                               |
|  |                                                     |
|  | Perro                                               |
|  |                                                     |
|  | Lobo gris                                           |
|  |                                                     |

|  | Perro     |
|  |           |
|  | Lobo gris |
|  |           |

|  | \| \| Perro \| \| \| \| \| \| Lobo gris \| \| \| \| |
|  |                                                     |
|  | Coyote, Canis latrans                               |
|  |                                                     |
|  | Perro                                               |
|  |                                                     |
|  | Lobo gris                                           |
|  |                                                     |

|  | Perro     |
|  |           |
|  | Lobo gris |
|  |           |

|  | \| \| Perro \| \| \| \| \| \| Lobo gris \| \| \| \| |
|  |                                                     |
|  | Coyote, Canis latrans                               |
|  |                                                     |
|  | Perro                                               |
|  |                                                     |
|  | Lobo gris                                           |
|  |                                                     |

|  | Perro     |
|  |           |
|  | Lobo gris |
|  |           |

|  | \| \| Perro \| \| \| \| \| \| Lobo gris \| \| \| \| |
|  |                                                     |
|  | Coyote, Canis latrans                               |
|  |                                                     |
|  | Perro                                               |
|  |                                                     |
|  | Lobo gris                                           |
|  |                                                     |

|  | Perro     |
|  |           |
|  | Lobo gris |
|  |           |

|  | \| \| Perro \| \| \| \| \| \| Lobo gris \| \| \| \| |
|  |                                                     |
|  | Coyote, Canis latrans                               |
|  |                                                     |
|  | Perro                                               |
|  |                                                     |
|  | Lobo gris                                           |
|  |                                                     |

|  | Perro     |
|  |           |
|  | Lobo gris |
|  |           |

|  | \| \| Perro \| \| \| \| \| \| Lobo gris \| \| \| \| |
|  |                                                     |
|  | Coyote, Canis latrans                               |
|  |                                                     |
|  | Perro                                               |
|  |                                                     |
|  | Lobo gris                                           |
|  |                                                     |

|  | Perro     |
|  |           |
|  | Lobo gris |
|  |           |

|  | \| \| Perro \| \| \| \| \| \| Lobo gris \| \| \| \| |
|  |                                                     |
|  | Coyote, Canis latrans                               |
|  |                                                     |
|  | Perro                                               |
|  |                                                     |
|  | Lobo gris                                           |
|  |                                                     |

|  | Perro     |
|  |           |
|  | Lobo gris |
|  |           |

|  | \| \| Perro \| \| \| \| \| \| Lobo gris \| \| \| \| |
|  |                                                     |
|  | Coyote, Canis latrans                               |
|  |                                                     |
|  | Perro                                               |
|  |                                                     |
|  | Lobo gris                                           |
|  |                                                     |

|  | Perro     |
|  |           |
|  | Lobo gris |
|  |           |

|  | \| \| Perro \| \| \| \| \| \| Lobo gris \| \| \| \| |
|  |                                                     |
|  | Coyote, Canis latrans                               |
|  |                                                     |
|  | Perro                                               |
|  |                                                     |
|  | Lobo gris                                           |
|  |                                                     |

|  | Perro     |
|  |           |
|  | Lobo gris |
|  |           |

|  | \| \| Perro \| \| \| \| \| \| Lobo gris \| \| \| \| |
|  |                                                     |
|  | Coyote, Canis latrans                               |
|  |                                                     |
|  | Perro                                               |
|  |                                                     |
|  | Lobo gris                                           |
|  |                                                     |

|  | Perro     |
|  |           |
|  | Lobo gris |
|  |           |

|  | \| \| Perro \| \| \| \| \| \| Lobo gris \| \| \| \| |
|  |                                                     |
|  | Coyote, Canis latrans                               |
|  |                                                     |
|  | Perro                                               |
|  |                                                     |
|  | Lobo gris                                           |
|  |                                                     |

|  | Perro     |
|  |           |
|  | Lobo gris |
|  |           |

|  | \| \| Perro \| \| \| \| \| \| Lobo gris \| \| \| \| |
|  |                                                     |
|  | Coyote, Canis latrans                               |
|  |                                                     |
|  | Perro                                               |
|  |                                                     |
|  | Lobo gris                                           |
|  |                                                     |

|  | Perro     |
|  |           |
|  | Lobo gris |
|  |           |

|  | \| \| Perro \| \| \| \| \| \| Lobo gris \| \| \| \| |
|  |                                                     |
|  | Coyote, Canis latrans                               |
|  |                                                     |
|  | Perro                                               |
|  |                                                     |
|  | Lobo gris                                           |
|  |                                                     |

|  | Perro     |
|  |           |
|  | Lobo gris |
|  |           |

|  | \| \| Perro \| \| \| \| \| \| Lobo gris \| \| \| \| |
|  |                                                     |
|  | Coyote, Canis latrans                               |
|  |                                                     |
|  | Perro                                               |
|  |                                                     |
|  | Lobo gris                                           |
|  |                                                     |

|  | Perro     |
|  |           |
|  | Lobo gris |
|  |           |

|  | \| \| Perro \| \| \| \| \| \| Lobo gris \| \| \| \| |
|  |                                                     |
|  | Coyote, Canis latrans                               |
|  |                                                     |
|  | Perro                                               |
|  |                                                     |
|  | Lobo gris                                           |
|  |                                                     |

|  | Perro     |
|  |           |
|  | Lobo gris |
|  |           |

|  | \| \| Perro \| \| \| \| \| \| Lobo gris \| \| \| \| |
|  |                                                     |
|  | Coyote, Canis latrans                               |
|  |                                                     |
|  | Perro                                               |
|  |                                                     |
|  | Lobo gris                                           |
|  |                                                     |

|  | Perro     |
|  |           |
|  | Lobo gris |
|  |           |

|  | \| \| Perro \| \| \| \| \| \| Lobo gris \| \| \| \| |
|  |                                                     |
|  | Coyote, Canis latrans                               |
|  |                                                     |
|  | Perro                                               |
|  |                                                     |
|  | Lobo gris                                           |
|  |                                                     |

|  | Perro     |
|  |           |
|  | Lobo gris |
|  |           |

|  | \| \| Perro \| \| \| \| \| \| Lobo gris \| \| \| \| |
|  |                                                     |
|  | Coyote, Canis latrans                               |
|  |                                                     |
|  | Perro                                               |
|  |                                                     |
|  | Lobo gris                                           |
|  |                                                     |

|  | Perro     |
|  |           |
|  | Lobo gris |
|  |           |

|  | \| \| Perro \| \| \| \| \| \| Lobo gris \| \| \| \| |
|  |                                                     |
|  | Coyote, Canis latrans                               |
|  |                                                     |
|  | Perro                                               |
|  |                                                     |
|  | Lobo gris                                           |
|  |                                                     |

|  | Perro     |
|  |           |
|  | Lobo gris |
|  |           |

|  | \| \| chacal rayado Canis adustus \| \| \| \| \| \| chacal de lomo negro Canis mesomelas \| \| \| \| |
|  | |
|  | chacal rayado Canis adustus                                                                          |
|  | |
|  | chacal de lomo negro Canis mesomelas                                                                 |
|  | |

|  | chacal rayado Canis adustus          |
|  |                                      |
|  | chacal de lomo negro Canis mesomelas |
|  |                                      |

## Especies
| Especie                              | Autoridad trinomial | Descripción | Región que habita                                                                   |
| ------------------------------------ | ------------------- | --- | ----------------------------------------------------------------------------------- |
| Chacal rayado Canis adustus          | Sundevall, 1847     | Reside principalmente en áreas boscosas, a diferencia de las otras especies. Es el menos agresivo de los chacales, rara vez ataca grandes mamíferos.                                                            | África central y austral                                                            |
| Chacal dorado Canis aureus           | Linnaeus, 1758      | El más pesado de los chacales, y la única especie que subsiste fuera de África. Aunque se lo agrupaba con las otras especies, análisis genéticos y morfológicos lo relacionan más con el lobo gris y el coyote. | África del Norte, Sudeste de Europa, Medio Oriente, Asia Occidental, y Asia del Sur |
| Chacal de lomo negro Canis mesomelas | Schreber, 1775      | Es el más liviano de los chacales, se lo considera el miembro viviente más antiguo del género Canis. Es el más agresivo y voraz de los chacales, conocido por atacar animales con varias veces su peso.         | África austral y costa este de Kenia, Somalia, y Etiopía                            |

El lobo etíope (Ruppell, 1840) también es llamado chacal.

## Mitología

Imagen de Anubis.

El dios de la muerte y el embalsamamiento en la mitología egipcia, Anubis, era representado como un hombre con cabeza de chacal. Lo mismo ocurre con otros dioses egipcios, como Upuaut, Sed(y), Jentiamentiu, Oupiou, Anput.  
El chacal es también el vehículo de la diosa hindú Kali, diosa del Tiempo y de la Muerte.
En las fábulas indias y africanas, el chacal desempeña el mismo papel que el zorro en las fábulas europeas.